# Viciria scintillans
Viciria scintillans är en spindelart som beskrevs av Simon 1910. Viciria scintillans ingår i släktet Viciria och familjen hoppspindlar. Inga underarter finns listade i Catalogue of Life.